# 회노역
회노역(U-Bahnhof Hönow)은 베를린 마르찬헬러스도르프구 헬러스도르프에 있는 U5의 역이다. 1989년 7월 1일에 개통했다. 건설 당시에는 동독 프랑크푸르트구 슈트라우스베르크군 관할이었으나, 독일 통일 과정에서 역 일대가 베를린에 편입되었다.

## 시설
회노역은 베를린의 동쪽 시계에 붙어 있으며, 역 동쪽 출구는 베를린과 브란덴부르크주의 경계선에 속한다. 동쪽 출입구를 나가면 바로 앞은 메르키슈오데를란트군 호페가르텐(Hoppegarten)에 속해 있는 말스도르퍼 슈트라세(Mahlsdorfer Straße) 도로로 연결된다. 서쪽 출입구는 역 북쪽을 따라 평행하게 설치된 도로인 뵐레너 슈트라세(Böhlener Straße) 및 남쪽의 유치선과 연결된다.
1상대 1섬식으로 총 2면 3선의 두단식 승강장이 설치되어 있다. 정규 운행에는 섬식 승강장 부분만 사용하며, 상대식 승강장은 자주 사용하지 않는다. 역 승강장 남쪽으로 유치선이 설치되어 있다. 역사의 주 색상은 회색이며, 비스도르프쥐트-회노 구간의 역은 거의 설계가 동일하다.
회노역의 유치선은 루이스레빈슈트라세역에서 진입해 올 수 있다. 원래 계획은 120 m 열차 편성을 유치할 수 있는 유치선 17선을 건설하는 것이었고, 추가 확장 부지도 포함되어 있었다. 독일 통일로 인하여 교통량이 감소하고 다른 곳의 기지를 사용할 수 있게 되면서 일부 유치선이 철거되었고, 남은 공간은 출퇴근 시간 열차의 유치선으로 사용 중이다.

## 인접 철도역
베를린 버스 395, N5번, 메르키슈오데를란트군 버스 935, 941, 943번이 정차한다. 회노역 자체는 VBB 베를린 B 구역에 위치해 있지만, 회노역 밖의 버스 정류장은 베를린 C 구역에 위치해 있다. 베를린 버스 395번은 베를린 시계 외부에 있는 정류장에도 정차하므로, 베를린 시내로 이동할 때 C 구역 승차권이 필요하다.
| 베를린 지하철 5호선            | 베를린 지하철 5호선 | 베를린 지하철 5호선 |
| ------------------------------ | ------------------- | ------------------- |
| 루이스레빈슈트라세 중앙역 방면 | U5                  | 시·종착역           |

## 참고 문헌
- Verkehrsgeschichtliche Blätter e. V., 편집. (2003). 《U5. Geschichte(n) aus dem Untergrund. Zwischen „Alex“ und Hönow. Entwicklungsetappen der U-Bahn im Berliner Osten》. Berlin: GVE. ISBN 3-89218-079-2.
- Günter Starke u. a. (1988). 《Vom Alex nach Hellersdorf》. Berlin: transpress. 78쪽. ISBN 3-344-00434-4.